# Vîhoda, Odesa
Vîhoda (în ucraineană Вигода) este localitatea de reședință a comunei Vîhoda din raionul Odesa, regiunea Odesa, Ucraina.

## Demografie
Componența lingvistică a localității Vîhoda
     Ucraineană (88,73%)
     Rusă (10,05%)
     Alte limbi (1,06%)
Conform recensământului din 2001, majoritatea populației localității Vîhoda era vorbitoare de ucraineană (88,73%), existând în minoritate și vorbitori de rusă (10,05%).